# Iveta Pole
Iveta Pole (Liepāja, RSS de Letònia, 11 de gener de 1981) és una actriu de cinema i teatre letona.
Vinculada al Teatre Nou de Riga dirigit per Alvis Hermanis, va participar en la interpretació d'algunes obres com: Latvian Stories (2004, director Alvis Hermanis), Ice (2006, director Alvis Hermanis), Sound of Silence (2007, director Alvis Hermanis) i Look Back In Anger (2008, director Varis Pinkis). A nivell cinematogràfic, va rebre en dues ocasions el premi nacional letó Lielais Kristaps a la millor actriu. La primera vegada fou l'any 2007 per Monotonija i la segona vegada l'any 2012 per Kolka Cool.

## Filmografia
| Any  | Pel·lícula | Paper  |
| ---- | ---------- | ------ |
| 2007 | Monotonija | Ilze   |
| 2011 | Kolka Cool | Simona |